# Michaelskapelle (Oppenheim)

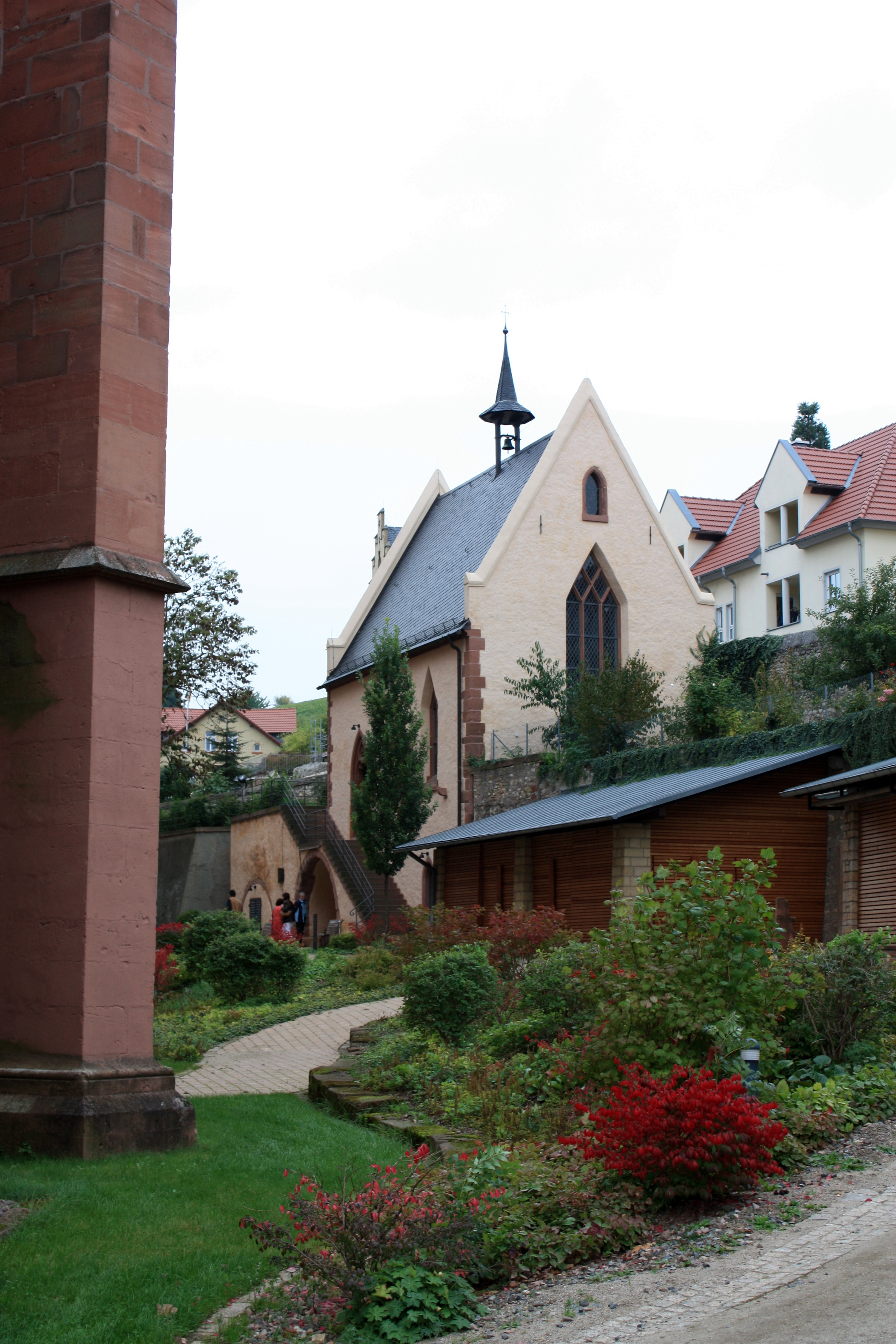
Außenansicht Michaelskapelle

Die Michaelskapelle in Oppenheim –  eine ehemalige Friedhofskapelle –  gilt als eines der größten und besterhaltenen Beinhäuser Deutschlands.

## Geschichte

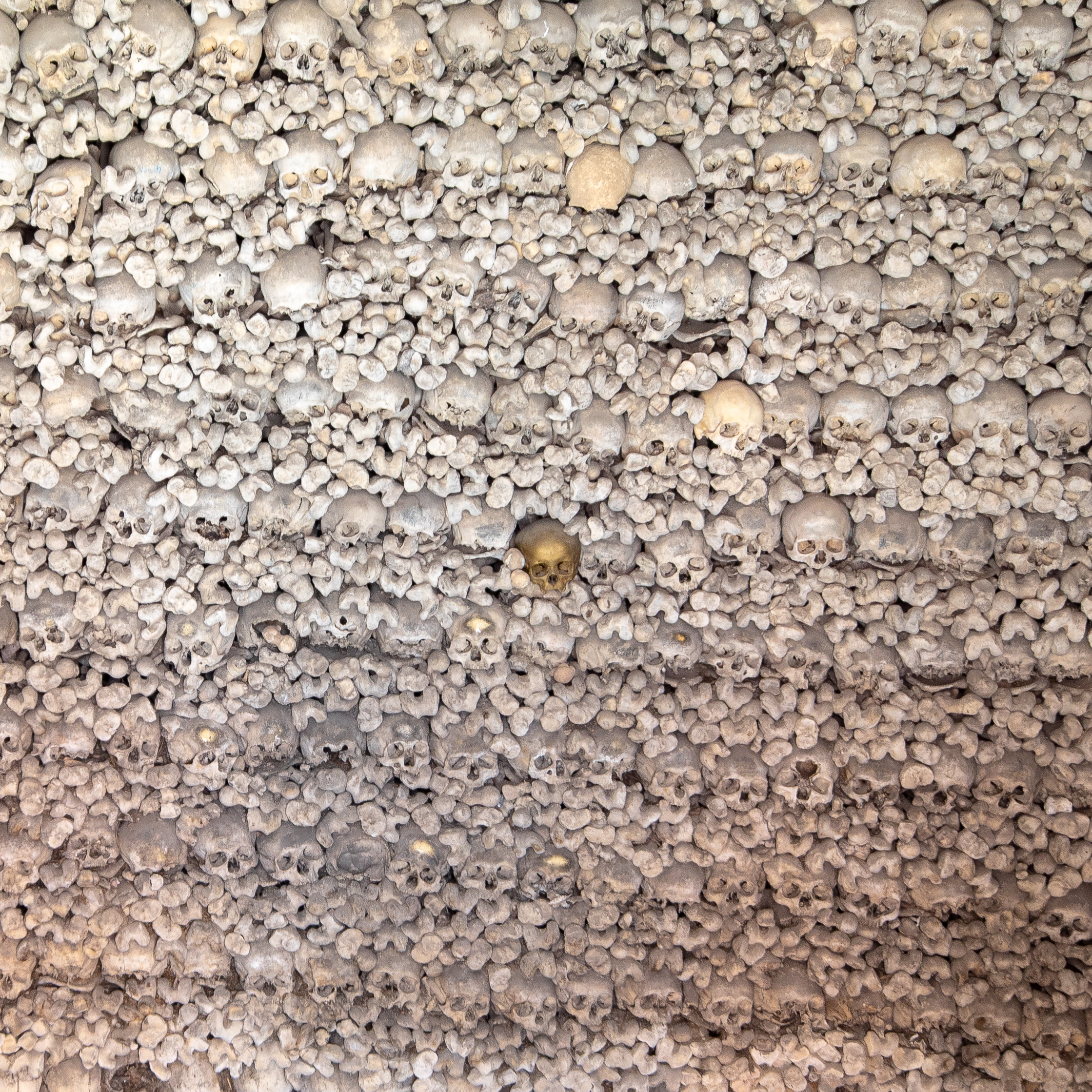
Gebeine im Beinhaus unterhalb der Kapelle

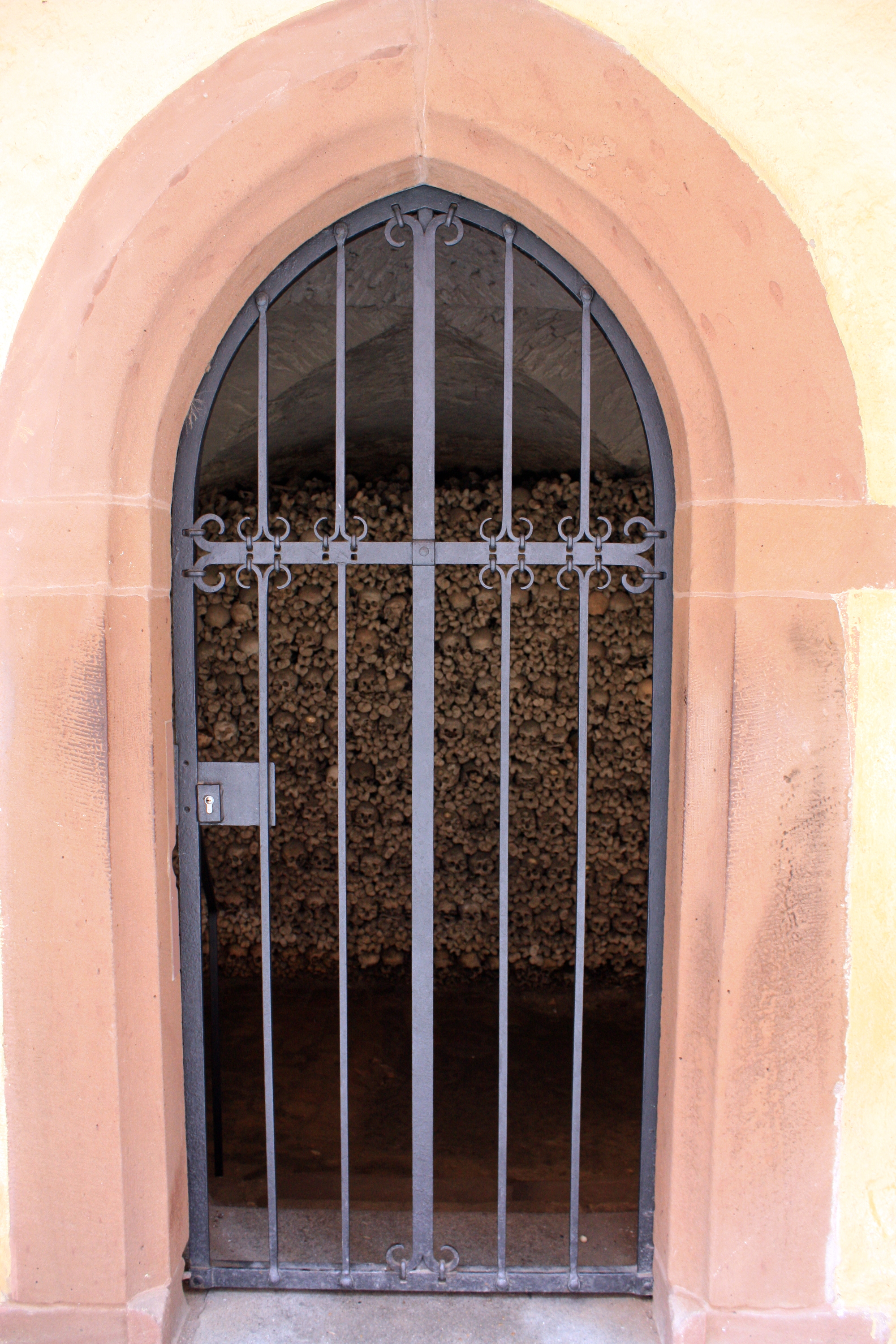
Eingang zum Beinhaus-Gewölbe

Die gegenüber dem Kirchhof im rückwärtigen Bereich der gotischen Katharinenkirche befindliche Kapelle ist dem Erzengel Michael geweiht, der als Schützer und Begleiter der verstorbenen Seelen ins Totenreich gilt. 
Es ist nicht mehr genau zurückzuverfolgen, wann der Bau des zweigeschossigen Kapellengebäudes begann. Vermutet wird, dass es zu Beginn des 11. Jahrhunderts entstand. Andere Berichte gehen allerdings von einer Errichtung im 14. Jahrhundert aus. Zwischen 1400 und 1750 diente der Kellerbereich als Beinhaus (neulateinisch auch Ossuarium oder auch Karner genannt). In dieser Zeit wurden dort die sterblichen Überreste von bis zu 20.000 Menschen verwahrt. 
Aufgrund einer Feuerkatastrophe im Jahr 1689 war die Michaelskapelle für lange Zeit eine Ruine. Sie wurde erst 1889 im Zuge der Renovierung der Katharinenkirche wieder aufgebaut.
Das Beinhaus ist nicht öffentlich zugänglich, sondern nur durch ein Gitter einsehbar. Im Rahmen von speziellen Führungen ist das Gewölbe jedoch zu besichtigen.

## Trivia
In der Mitte des Knochenstapels befindet sich ein vollständig mit einem goldenen Überzug versehener Schädel, das Überbleibsel einer Fernsehaufnahme, der nach Ende der Dreharbeiten an diesem Ort zurückgelassen wurde. Es handelt sich dabei um einen echten menschlichen Schädel.